# Marvin J. Chomsky
Pour les articles homonymes, voir Chomsky.
Marvin Joseph Chomsky (New York (État de New York), 23 mai 1929 – Santa Monica (Californie), 28 mars 2022), est un réalisateur et producteur américain.

## Biographie
Marvin J. Chomsky est un cousin du linguiste Noam Chomsky.

## Filmographie

### Réalisateur

#### Cinéma
- 1971 : Evel Knievel (en)
- 1975 : Murph the Surf (en)
- 1975 : Mackintosh and T.J. (en)
- 1979 : Good Luck, Miss Wyckoff (en)
- 1982 : Invitation to a Dance
- 1984 : Tank

#### Télévision
- 1962 : The Nurses (en)
- Les mystères de l'Ouest (séries TV de 1967 à 1969) 
  - The Night of the Bleak Island (1969)
  - The Night of the Winged Terror: Part II (1969)
  - The Night of the Winged Terror: Part 1 (1969)
  - The Night of the Camera (1968)
  - The Night of the Egyptian Queen (1968)
  - The Night of the Gruesome Games (1968)
  - The Night of the Sedgewick Curse (1968)
  - The Night of the Undead (1968)
  - The Night of the Vipers (1968)
  - The Night of the Iron Fist (1967)
  - The Night of the Falcon (1967)
- 1968 : Les Règles du jeu (The Name of the Game)
- 1968 : Star Trek (La Révolte des enfants)
- 1969 : The Bold Ones: The New Doctors
- 1970 : Storefront Lawyers (en)
- 1970 : Wacky Zoo of Morgan City
- 1971 : Alerte sur le Wayne (en) (Assault on the Wayne)
- 1971 : Cannon
- 1971 : Sam Cade (Cade's County)
- 1971 : Le Retour du tueur (en) (Mongo's Back in Town)
- 1972 : Fireball Forward (en)
- 1972 : Family Flight (en)
- 1973 : Female Artillery
- 1973 : Le Magicien (The Magician)
- 1973 : Police Story
- 1974 : La Femme du Kid (Mrs. Sundance)
- 1974 : The F.B.I. Story: The FBI Versus Alvin Karpis, Public Enemy Number One
- 1975 : Attack on Terror: The FBI vs. the Ku Klux Klan (en)
- 1975 : Kate McShane (en)
- 1976 : Opération Brinks (en) (Brinks: The Great Robbery)
- 1976 : A Matter of Wife... and Death (en)
- 1976 : Law and Order
- 1976 : Victoire à Entebbé (Victory at Entebbe)
- 1977 : Little Ladies of the Night (en)
- 1977 : Racines (Roots)
- 1977 : Danger in Paradise
- 1977 : Big Hawaii (en)
- 1978 : Holocauste ("Holocaust")
- 1979 : Hollow Image
- 1980 : Doctor Franken
- 1980 : Révolte dans la prison d'Attica (Attica)
- 1980 : King Crab
- 1981 : Evita Peron
- 1982 : My Body, My Child (en)
- 1982 : Inside the Third Reich
- 1982 : I Was a Mail Order Bride (en)
- 1984 : Nairobi Affair (en)
- 1985 : Robert Kennedy & His Times (en)
- 1986 : Pierre le Grand (Peter the Great)
- 1986 : Au-dessus de tout soupçon (The Deliberate Stranger)
- 1986 : Anastasia : Le Mystère d'Anna (Anastasia: The Mystery of Anna)
- 1987 : Angel in Green
- 1987 : Billionaire Boys Club (en)
- 1988 : I'll Be Home for Christmas (en)
- 1989 : La Confrérie de la rose (en) (Brotherhood of the Rose)
- 1991 : La Dynastie des Strauss
- 1993 : Manipulation meurtrière (en) (Telling Secrets)
- 1993 : Ouragan sur Miami (en) (Triumph Over Disaster: The Hurricane Andrew Story)
- 1995 : Catherine la Grande (en) (Catherine the Great)

### Producteur

#### Télévision
- 1966 : Death of a Salesman (en)
- 1981 : Evita Peron
- 1986 : Pierre le Grand (Peter the Great)
- 1986 : Au-dessus de tout soupçon (The Deliberate Stranger)
- 1986 : Anastasia : Le Mystère d'Anna (Anastasia: The Mystery of Anna)
- 1989 : La Confrérie de la rose (en) (Brotherhood of the Rose)
- 1993 : Ouragan sur Miami (en) (Triumph Over Disaster: The Hurricane Andrew Story)
- 1995 : Catherine la Grande (en) (Catherine the Great)

#### Cinéma
- 1966 : The Bubble